# بيرت شيلي
بيرت شيلي (بالإنجليزية: Bert Shelley)‏ (11 أغسطس 1899 في المملكة المتحدة - 29 ديسمبر 1971 في المملكة المتحدة) هو لاعب كرة قدم بريطاني (وحمل سابقاً جنسية المملكة المتحدة لبريطانيا العظمى وأيرلندا) في مركز الدفاع. لعب مع نادي ساوثهامبتون وEastleigh Athletic F.C. ‏.